# Национално знаме на Люксембург
Националното знаме на Люксембург се състои от три еднакви хоризонтални цветни полета, червено, бяло и синьо в този ред от горе надолу. Отношението ширина към дължина е 3:5 или 1:2. Използвано е за първи път между 1845 и 1848 г. и е официално прието на 23 юни 1972 г.

## История
Цветовете на знамето на Люксембург са използвани за първи път около 1830 г. по времето на Белгийската революция. Те вероятно са заимствани от герба на херцогството. Формата на знамето е определена на 12 юни 1845 г.
Официалното приемане със закон става едва през 1972 година, който внася яснота относно цветовете и с това определя разликата между знамената на Люксембург и Холандия. Двете знамена имат една и съща форма и цветове с изключение на синия цвят, който е по-светъл в люксембургското знаме. Същият закон утвърждава и формата и цветовете на герба на Люксембург.

## Дизайн
Според закон от 27 юли 1993 г. цветовете се установяват както следва:
| Цвят | Официален цветови модел | RGB цветови модел | HEX цветови модел |
| ---- | ----------------------- | ----------------- | ----------------- |
|      | Pantone 032C            | (237, 41, 57)     | #ed2939           |
|      | -                       | (255, 255, 255)   | #FFFFFF           |
|      | Pantone 299C            | (0, 161, 222)     | #00A1DE           |
|      |                         | (0, 0, 0)         | #                 |
|      |                         | (0, 0, 0)         | #                 |
|      |                         | (0, 0, 0)         | #                 |

## Гражданско знаме
На 5 октомври 2006 г. депутатът Мишел Волтер внася законопроект за замяна на настоящото знаме с това с червен лъв като национално знаме на Люксембург. Основният аргумент е, че трибагреникът е подобен на знамето на Нидерландия и често се бърка, както и че червеният лъв е по-популярен, по-естетичен и с по-голяма историческа стойност.
Промяната не се приема. На 6 юли 2007 г. правителството излиза със становище, че трибагреникът трябва да се запази като национално знаме, но на територията на херцогството знамето с лъва също може да се използва със статут на национално.